# Bergens domkyrkas socken
Bergens domkyrkas socken (norska: Bergen domkirke sokn) eller Bergens domkyrkas församling (norska: Bergen domkirke menighet) är en församling i Bergens domprosteri i Bjørgvins stift inom Norska kyrkan. Församlingen omfattar de centrala delarna av staden Bergen, i den mellersta delen av Bergens kommun i Vestland fylke i västra Norge.

## Kyrkor
Bergens domkyrkas församling har fem församlingskyrkor:
- Bergens domkyrka
- Johanneskyrkan
- Mariakyrkan
- Nykyrkan
- Sankt Jakobs kyrka